# Nodaria epiplemoides
Nodaria epiplemoides là một loài bướm đêm trong họ Noctuidae.